# Micronecta tarsalis
Micronecta tarsalis (лат.) — вид мелких водяных клопов рода Micronecta из семейства Гребляки (Corixidae, Micronectinae, или Micronectidae). Юго-Восточная Азия (Вьетнам, Индия, Индонезия, Шри-Ланка).

## Описание
Мелкие водяные клопы, длина от 1,8 до 2,1 мм. Протонум длиннее медианной длины головы. Дорзум желтовато-коричневый. Переднеспинка с нечеткой тёмно-коричневой полосой. Гемелитрон с четырьмя оборванными продольными коричневыми полосами, иногда нечеткими; эмболия с четырьмя тёмными пятнами. Самцы: коготки лапок параллельносторонние, проксимально прямые, с заостренным апикальным зубцом, вершина крючковатая. Срединная лопасть VII стернита самца с короткой угловатой вершиной и двумя длинными щетинками. Свободная доля: оба угла угловато-тупые, задний край прямой, боковая сторона сильно расширена, выпуклая с примерно 14 длинными щетинками. Вид был впервые описан в 1960 году, а его валидный статус подтверждён в ходе ревизии, проведённой в 2021 году вьетнамскими энтомологами Tuyet Ngan Ha и Anh Duc Tran (Faculty of Biology, VNU University of Science, Vietnam National University, Ханой, Вьетнам) по материалам из Вьетнама.